# Plebejus bejarensismetallica
Plebejus bejarensismetallica är en fjärilsart som beskrevs av Tutt. Plebejus bejarensismetallica ingår i släktet Plebejus och familjen juvelvingar. Inga underarter finns listade i Catalogue of Life.